# Liabum saloyense
Liabum saloyense là một loài thực vật có hoa trong họ Cúc. Loài này được Domke mô tả khoa học đầu tiên năm 1937.